# Painshill
Painshill è un parco situato nelle vicinanze di Cobham, nel Surrey, in Inghilterra (Regno Unito) voluto da Charles Hamilton e fra i primi e più celebri giardini all'inglese. Painshill fa parte del Register of Historic Parks and Gardens of Special Historic Interest in England ("registro dei parchi e giardini storici di interesse storico dell'Inghilterra").

## Storia

### Settecento
Charles Hamilton nacque a Dublino nel 1704, ed era figlio di James, VI conte di Albercorn. Charles studiò alla Westminster School e ad Oxford, e partecipò a due Grand Tour nel 1725 e nel 1732.
Nel 1738 Hamilton iniziò ad acquisire terreni nell'attuale area occupata da Painshill e, nel corso degli anni, fece edificare una tenuta che si estende per oltre 81 ettari.
Il parco di Painshill è considerato uno dei primi giardini all'inglese, la cui moda emerse durante gli anni trenta del Settecento, e che rispecchiano la natura nella sua mutevolezza. Tali giardini riflettono anche una transizione dal rigore geometrico dei tipici giardini all'italiana e alla francese a una nuova formula naturalistica. Molti degli alberi e degli arbusti piantati da Hamilton gli furono inviati dalla città di Filadelfia dal naturalista John Bartram. Il giardino venne visitato da molte figure di spicco dell'epoca come William Gilpin, che contribuì a definire il concetto artistico di "pittoresco", Thomas Jefferson, che giunse sul posto assieme a John Adams, il principe Leopoldo III di Anhalt-Dessau, e Thomas Whately, autore di un importante saggio sul giardinaggio. All'epoca, le vedute di Painshill furono dipinte su alcune delle stoviglie del servizio da tavola della Rana Verde, commissionato alla Wedgwood da Caterina la Grande.
Impoveritosi nel corso degli anni, Hamilton vendette Painshill a Benjamin Bond nel 1773, che tutelò la tenuta fino alla sua morte avvenuta nel 1794. Nel 1778 Hopkins fece ricostruire la Painshill House in un luogo diverso da quello originario all'interno del parco. La nuova costruzione, che venne commissionata all'architetto Richard Jupp, verrà ampliata da Decimus Burton durante il XIX secolo, ed è oggi un Monumento classificato di secondo grado.

### Dall'Ottocento fino ai giorni nostri

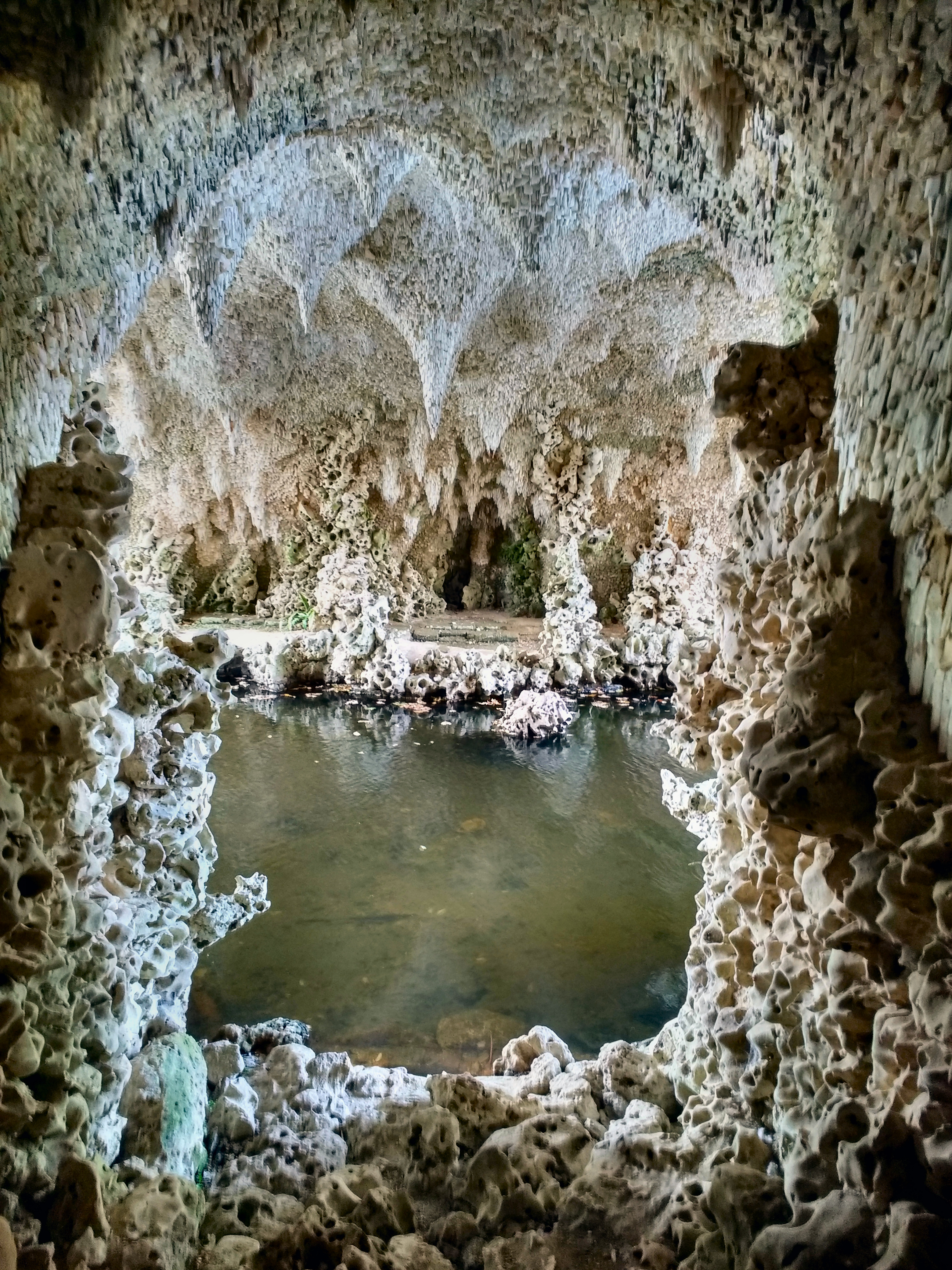
La Grotta di Cristallo

Nel 1807, William Moffat vendette Painshill a Henry Lawes Luttrell, 2º conte di Carhampton (7 agosto 1743 - 25 aprile 1821), che aveva combattuto contro i ribelli durante la rivolta irlandese del 1798 ed aveva deciso di fuggire in Inghilterra dopo aver vissuto nell'antico Luttrellstown Castle di Clonsilla, nei dintorni di Dublino, in quanto quel luogo lo avrebbe reso bersaglio di potenziali aggressioni. Nel 1821, anno della morte di Luttrell, sua moglie Jane continuò a vivervi fino a quando spirò nel 1831. In seguito, Painshill venne acquistata da Sir William Cooper, Alto Sceriffo del Surrey.
Cooper e sua moglie, che diverrà vedova, vissero lì fino al 1863, fecero installare il ponte sospeso e la ruota idraulica di Joseph Bramah e fecero piantare un arboreto progettato da John Claudius Loudon. Nel 1873, il poeta inglese, critico letterario e sociale, Matthew Arnold, affittò il Pains Hill Cottage dal signor Charles J. Leaf e vi visse fino alla sua morte giunta nel 1888. Nel 1904 Charles Combe acquistò e visse a Painshill Park, mentre suo figlio si trasferì nel vicino Cobham Park.
Painshill Park appartenne a diversi privati fino allo scoppio del secondo conflitto mondiale. Nel 1948 la tenuta fu frazionata e venduta in lotti separati che furono adottati a fini commerciali. Nel frattempo, le attrazioni del parco caddero in rovina.
Nel 1980 l'autorità locale dell'Elmbridge Borough Council acquistò 64 degli 81 ettari della tenuta originale di Hamilton e fece restaurare le aree dimesse del parco.
Nel 1998 Europa Nostra premiò Painshill per essere riuscita a compiere un "restauro esemplare".
Nel 2013 vennero completati i lavori di restauro della Grotta di Cristallo.

## Descrizione

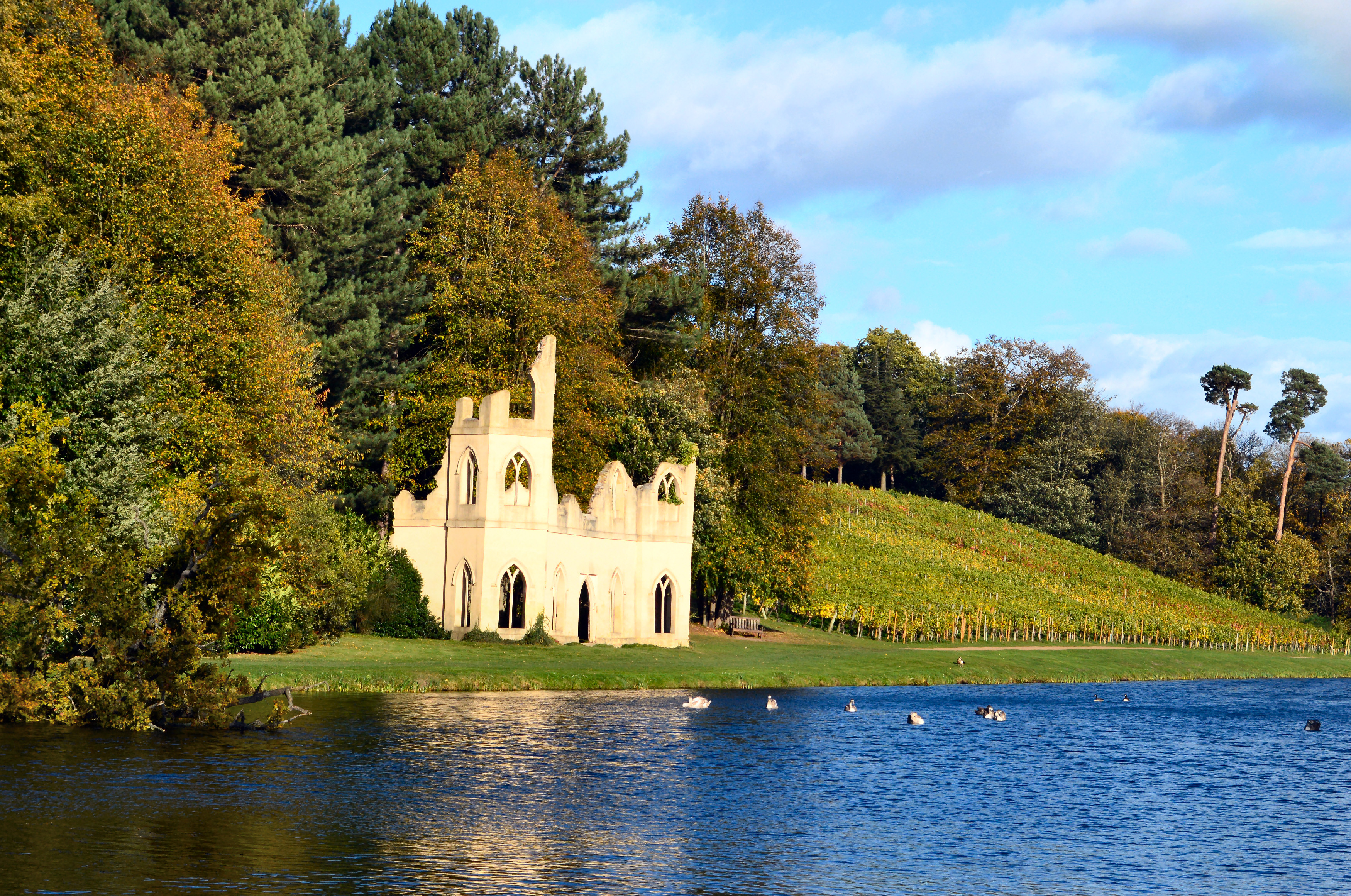
L'abbazia di Painshill

Il parco di Painshill si estende per 64 ettari nella contea del Surrey, che confina a sud ovest con la Grande Londra, presenta un territorio pianeggiante, ed è percorso dal fiume Mole, un tributario del Tamigi. Painshill è occupato da un lago serpeggiante con isole che si estende per 5,7 ettari e sormontato in più punti da diversi ponticelli oltre a una strada rialzata. L'acqua viene fatta affluire dal fiume Mole al lago e le piantagioni di Painshill tramite un macchinario alimentato da una ruota idraulica del XIX secolo. Il parco è decorato da piccole diverse strutture e capricci architettonici voluti da Hamilton, fra cui un anfiteatro, una torre, una capanna occupata un tempo da un eremita ornamentale e un tempietto, mentre fra le aree naturali vi sono una pianura ispirata alle valli alpine (la Alpine Valley), una marcita e una grotta. Inoltre, all'interno del parco è presente un cedro del Libano alto 37 metri che, secondo le testimonianze, sarebbe il più grande d'Europa.